# Paratorchus foveatus
Paratorchus foveatus – rodzaj chrząszczy z rodziny kusakowatych i podrodziny Osoriinae.
Gatunek ten opisany został w 1982 roku przez H. Pauline McColl jako Paratrochus. W 1984 roku ta sama autorka zmieniła nazwę rodzaju na Paratorchus, w związku z wcześniejszym użyciem poprzedniej nazwy dla rodzaju mięczaków.
Chrząszcz o walcowatym ciele długości od 4,5 do 5,5 mm, barwy rudobrązowej do brązowawoczarnej z rudobrązowymi czułkami i odnóżami. Wierzch ciała jest nieregularnie punktowany oraz bardzo krótko i rzadko owłosiony. Owalne oczy złożone buduje 6–8 omatidiów. Przedplecze ma od 0,83 do 0,9 mm długości. Pokrywy charakteryzują równoległe brzegi boczne oraz zaokrąglone, płytkie, pozbawione siateczkowatej mikrorzeźby dołki w częściach ramieniowych. Odwłok ma dwa tępe wyrostki tylne na dziewiątym tergicie. U samca na siódmym sternicie odwłoka zaczyna się płytkie wgłębienie przechodząc w głębsze na sternicie ósmym. Narząd kopulacyjny jest krótki i ma krótki, krótszy niż połowa długości części rurkowatej wyrostek boczny. Samicę cechuje ponad pięciokrotnie dłuższa niż szersza spermateka z przewodem pośrodku spiralnie skręconym.
Owad endemiczny dla Nowej Zelandii, znany z okolic miejscowości Franz Josef i jeziora Wahapo na Wyspie Południowej. Spotykany jest w ściółce i próchnicy, w lasach mieszanych, na wysokości poniżej 300 m n.p.m.